# Lancer du marteau féminin aux Jeux olympiques d'été de 2012
Navigation
Pékin 2008 Rio 2016
Le concours du lancer du marteau féminin aux Jeux olympiques de 2012 a lieu le 8 août pour les qualifications et le 10 août pour la finale, dans le Stade olympique de Londres.
Les limites de qualifications étaient de 71,50 m pour la limite A et de 69,00 m pour la limite B. La gagnante de la finale, la Russe Tatyana Lysenko, est disqualifiée par le CIO quatre ans plus tard, le 11 octobre 2016, à la suite de la réanalyse de ses échantillons où est décelé une substance interdite, le turinabol.

## Records
Avant cette compétition, les records dans cette discipline étaient les suivants :
| Record du monde  | 79,42 m | Betty Heidler | Allemagne | 21 mai 2011  | Halle |
| Record olympique | 75,20 m | Yipsi Moreno  | Cuba      | 20 août 2008 | Pékin |

## Médaillées
| Or               | Argent        | Bronze       |
| Anita Włodarczyk | Betty Heidler | Wenxiu Zhang |

## Résultats

### Finale (10 août)
| Rang               | Athlète          | Nationalité     | 1er   | 2e    | 3e    | 4e    | 5e    | 6e    | Résultat | Notes |
| ------------------ | ---------------- | --------------- | ----- | ----- | ----- | ----- | ----- | ----- | -------- | ----- |
| Médaille d'or      | Anita Włodarczyk | Pologne         | 75,01 | 76,02 | 75,72 | X     | 77,10 | 77,60 | 77,60 m  | SB    |
| Médaille d'argent  | Betty Heidler    | Allemagne       | 73,90 | 71,52 | 72,77 | X     | 77,13 | 72,77 | 77,13 m  |       |
| Médaille de bronze | Zhang Wenxiu     | Chine           | 72,96 | 76,34 | 73,81 | 68,20 | 75,56 | X     | 76,34 m  |       |
| 4                  | Kathrin Klaas    | Allemagne       | x     | 72,79 | 76,05 | 74,66 | 72,88 | X     | 76,05 m  | PB    |
| 5                  | Yipsi Moreno     | Cuba            | 74,60 | X     | X     | X     | 71,97 | X     | 74,60 m  |       |
| 6                  | Stephanie Falzon | France          | 73,06 | 69,29 | 71,10 | —     | —     | —     | 73,06 m  | SB    |
| 7                  | Joanna Fiodorow  | Pologne         | 62,34 | 72,37 | X     | —     | —     | —     | 72,37 m  |       |
| 8                  | Mariya Bespalova | Russie          | 71,13 | X     | 68,15 | —     | —     | —     | 71,13 m  |       |
| 9                  | Sophie Hitchon   | Grande-Bretagne | 69,33 | 65,75 | X     | —     | —     | —     | 69,33 m  |       |
| DQ                 | Tatyana Lysenko  | Russie          | 77,56 | 75,86 | 74,39 | 77,12 | 78,18 | 77,28 | 78,18 m  | OR    |
| DQ                 | Aksana Miankova  | Biélorussie     | 69,50 | X     | 74,40 | 72,06 | X     | X     | DSQ      |       |
| DQ                 | Zalina Marghieva | Moldavie        | 73,77 | 74,06 | 72,32 | 72,91 | 72,34 | 70,72 | DSQ      |       |

### Qualifications (8 août)
La limite de qualification est fixée à 73,00 m ou les douze meilleures lanceuses.
| Rang | Groupe | Athlète             | Nationalité        | 1er   | 2e    | 3e    | Résultat | Notes |
| ---- | ------ | ------------------- | ------------------ | ----- | ----- | ----- | -------- | ----- |
| 1    | A      | Anita Włodarczyk    | Pologne            | 75,68 | –     | –     | 75,68 m  | Q     |
| 2    | B      | Zhang Wenxiu        | Chine              | 74,53 | –     | –     | 74,53 m  | Q     |
| 3    | A      | Betty Heidler       | Allemagne          | 72,63 | 74,44 | –     | 74,44 m  | Q     |
| 4    | A      | Tatyana Lysenko     | Russie             | 74,43 | –     | –     | 74,43 m  | Q     |
| 5    | B      | Kathrin Klaas       | Allemagne          | 74,14 | –     | –     | 74,14 m  | Q     |
| 6    | A      | Yipsi Moreno        | Cuba               | 73,95 | –     | –     | 73,95 m  | Q     |
| 7    | B      | Mariya Bespalova    | Russie             | 72,83 | 73,56 | –     | 73,56 m  | Q     |
| 8    | B      | Aksana Miankova     | Biélorussie        | 69,04 | X     | 73,10 | 73,10 m  | Q     |
| 9    | B      | Zalina Marghieva    | Moldavie           | 71,89 | 72,19 | X     | 72,19 m  | q     |
| 10   | A      | Sophie Hitchon      | Grande-Bretagne    | 67,21 | X     | 71,98 | 71,98 m  | q, NR |
| 11   | B      | Stéphanie Falzon    | France             | 70,96 | 71,67 | 69,55 | 71,67 m  | q     |
| 12   | B      | Joanna Fiodorow     | Pologne            | 70,48 | 68,48 | 69,89 | 70,48 m  | q     |
| 13   | A      | Amber Campbell      | États-Unis         | X     | 69,93 | 67,30 | 69,93 m  |       |
| 14   | A      | Jessica Cosby       | États-Unis         | 67,36 | 69,65 | 68,97 | 69,65 m  |       |
| 15   | A      | Kıvılcım Kaya       | Turquie            | 69,50 | 68,45 | 67,84 | 69,50 m  |       |
| 16   | B      | Gulfiya Khanafeyeva | Russie             | 68,20 | 69,43 | 69,19 | 69,43 m  |       |
| 17   | B      | Éva Orbán           | Hongrie            | X     | 68,64 | 63,08 | 68,64 m  |       |
| 18   | A      | Johana Moreno       | Colombie           | 68,53 | X     | 68,12 | 68,53 m  |       |
| 19   | A      | Hanna Skydan        | Ukraine            | 68,50 | 66,68 | 57,69 | 68,50 m  |       |
| 20   | A      | Martina Hrašnová    | Slovaquie          | 67,69 | 68,41 | 67,75 | 68,41 m  |       |
| 21   | B      | Berta Castells      | Espagne            | 67,74 | 68,41 | 65,26 | 68,41 m  |       |
| 22   | A      | Bianca Perie        | Roumanie           | X     | 68,34 | X     | 68,34 m  |       |
| 23   | B      | Arasay Thondike     | Cuba               | 67,93 | 65,81 | X     | 67,93 m  |       |
| 24   | B      | Tuğçe Şahutoğlu     | Turquie            | 67,58 | 64,11 | 66,56 | 67,58 m  |       |
| 25   | A      | Ariannis Vichy      | Cuba               | X     | 67,48 | 64,25 | 67,48 m  |       |
| 26   | A      | Sultana Frizell     | Canada             | 66,07 | 67,45 | X     | 67,45 m  |       |
| 27   | A      | Rosa Rodríguez      | Venezuela          | 66,66 | X     | 67,34 | 67,34 m  |       |
| 28   | B      | Amanda Bingson      | États-Unis         | 65,96 | 66,32 | 67,29 | 67,29 m  |       |
| 29   | B      | Barbara Špiler      | Slovénie           | 65,69 | 62,83 | 67,21 | 67,21 m  |       |
| 30   | A      | Alena Matoshka      | Biélorussie        | 66,85 | 67,03 | 65,22 | 67,03 m  |       |
| 31   | B      | Kateřina Šafránková | République tchèque | 66,16 | X     | 65,25 | 66,16 m  |       |
| 32   | A      | Amy Sène            | Sénégal            | 65,49 | 65,43 | X     | 65,49 m  |       |
| 33   | B      | Iryna Novozhylova   | Ukraine            | 65,35 | 63,98 | 64,29 | 65,35 m  |       |
| 34   | B      | Heather Steacy      | Canada             | 62,99 | 61,79 | 63,40 | 63,40 m  |       |
| 35   | B      | Vânia Silva         | Portugal           | 62,81 | 62,18 | X     | 62,81 m  |       |
| 36   | A      | Silvia Salis        | Italie             | X     | 10,84 | X     | 10,84 m  |       |
| –    | B      | Jennifer Dahlgren   | Argentine          | X     | X     | X     | NM       |       |

## Légende
Records et Performances
- AR : Record continental (area record)
- CR : Record des championnats (championship record)
- MR : Record du meeting (meet record)
- NR : Record national (national record)
- OR : Record olympique (olympic record)
- PR : Record paralympique (paralympic record)
- PB : Record personnel (personal best)
- SB : Meilleure performance personnelle de la saison (season's best)
- WL : Meilleure performance mondiale de l'année (world leader)
- WJR : Record du monde junior (world junior record)
- WR : Record du monde (world record)

Circonstances et Conditions
- DNF : N'a pas terminé (did not finish)
- DNS : N'a pas pris le départ (did not start)
- DQ : Disqualification (disqualification)
- NM : Aucun essai valable enregistré (No Mark)
- Q : Qualifié « directement » au prochain tour (ou à la prochaine compétition), lors d'une compétition majeure, grâce au classement ou à la réalisation des minima (automatic qualifier)
- q : Qualifié au prochain tour (ou à la prochaine compétition), lors d'une compétition majeure, grâce au repêchage ou à la réalisation de l'une des meilleures performances parmi celles des « non qualifiés directement » (grâce au meilleur temps ou à la meilleure distance par exemple) (secondary qualifier)